# Arako Kannon

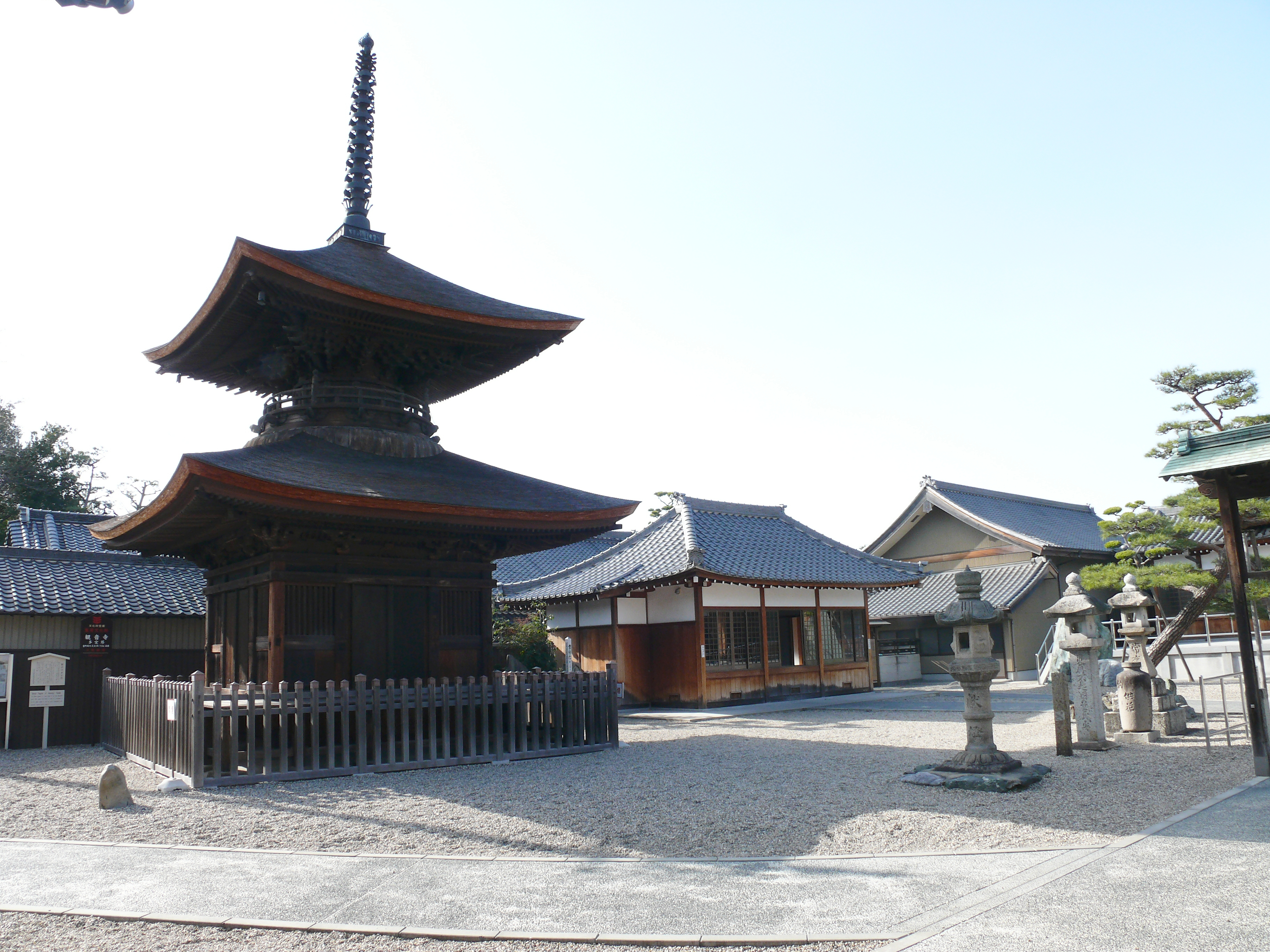
Pagode en bois du Arako Kannon datant du XVIe siècle

Le Arako Kannon (荒子観音), aussi connu sous le nom Jōkai-san Enryū-in Kannon-ji (浄海山圓龍（円竜）院観音寺) est un temple bouddhiste situé à Nagoya au centre du Japon.
Il possède une pagode en bois qui est une des plus anciennes du Japon puisqu'elle date du XVIe siècle.